# کبرای عربی
کبرای عربی (نام علمی: Naja arabica) نام یک گونه از سرده ناجا است.